# الكسندر ليندغرين
الكسندر ليندغرين هو لاعب هوكي الجليد سويدي، ولد في 23 فبراير 1993 في ستوكهولم في السويد.

## وصلات خارجية
- الكسندر ليندغرين على موقع EliteProspects.com (الإنجليزية)
- الكسندر ليندغرين على موقع HockeyDB.com (الإنجليزية)